# Снітко Сергій Віталійович
Сергій Віталійович Снітко — сержант Збройних Сил України, учасник російсько-української війни, що загинув у ході російського вторгнення в Україну в 2022 році.

## Життєпис
Сергій Снітко народився 15 червня 1973 року в селі Іванівка Малинського району (з 2020 року — Малинської міської територіальної громади Коростенського району) на Житомирщині. З початком повномасштабного російського вторгнення в Україну був призваний першочергово по мобілізації. Військову службу проходив у складі 95-тої окремої десантно-штурмової бригади. Обіймав військову посаду командира відділення управління взводу управління командира батареї 1-ї реактивно-артилерійської батареї реактивного артилерійського дивізіону бригадної артилерійської групи. Загинув 12 березня 2022 року в селищі Макарів Київської області під час авіаудару та обстрілу. Поховали Олександра Шатила разом із односельцем Сергієм Снітком 17 березня 2022 року в рідному селі Малинської міської територіальної громади. 20 вересня 2022 року в Малинській міській раді малинський міський голова Олександр Ситайло та начальник 3-го відділу Коростенського районного ТЦК та СП, малинським військовим комісаром підполковником Олександром Сердюком вручили посмертні нагороди сім'ям трьох загиблих захисників. Орденами «За мужність» ІІІ ступеня були посмертно нагороджені В'ячеслав Андрійчук, а також земляки Олександр Шатило та Сергій Снітко. Відзнакою воїна президент України Володимир Зеленський нагородив посмертно 7 травня 2022 року.

## Нагороди
- Орден «За мужність» III ступеня (2022, посмертно) — за особисту мужність і самовіддані дії, виявлені у захисті державного суверенітету та територіальної цілісності України, вірність військовій присязі[5].

## Ушанування пам'яті
Рішенням сесії Малинської міської ради загиблим мешканцям громади присвоєно звання «Почесний житель Малинської міської територіальної громади».